# サンダーランド・エコ
サンダーランド・エコ（Sunderland Echo）は、日刊の地方新聞であり、ノース・イースト・インググランドのサンダーランド、サウス・タインサイドおよびイースト・ダーハムのエリアむけの新聞である。この新聞は、サミュエル・ストレー、エドワード・バックハウス、エドワード・テンパーリー・ガウリー、チャールズ・パルマー、リチャード・ラドック、トーマス・グラホルムおよびトーマス・スコット・ターンバルにより1873年にサンダーランド・デイリー・エコ・アンド・シッピング・ギャゼット（Sunderland Daily Echo and Shipping Gazette）として創刊した。サンダーランドの最初の地方新聞であった。